# Ведриця
Ведриця (біл. вёска Ведріца) — село в складі Червенського району Мінської області, Білорусь. Село підпорядковане Колодезькій сільській раді, розташоване в центральній частині області.